# Clèmerson Merlin Clève
Clèmerson Merlin Clève (Pitanga, 21 de noviembre de 1958 (66 años) es un jurista brasileño.
Uno de los más respetados constitucionalistas de Brasil, actualmente es profesor titular de Derecho Constitucional de la Universidad Federal de Paraná (grado, máster y doctorado), profesor titular de Derecho Constitucional en curso de maestría del Centro Universitário Autônomo de Brasil - UniBrasil, institución de ensino superior de la cual es Presidente, profesor visitante del Máster Universitario en Derechos Humanos, Interculturalidad y Desarrollo y del Doctorado en Ciencias Jurídicas y Políticas en la Universidad Pablo de Olavide (Sevilla, España) y Líder Institucional del NINC - Núcleo de Investigaciones Constitucionales de la(UFPR). 
Clève es, también, miembro de la Academia Paranaense de Letras Jurídicas (Silla n. 40), del Instituto Brasileño de Derecho Constitucional, de la Associación Brasileña de los Constitucionalistas Demócratas, del Instituto Iberoamericano de Derecho Constitucional, de la International Association of Constitutional Law, de la Associción Brasileña de Derecho Procesal Constitucional y de diversos consejos editoriales de publicaciones en el área del Derecho Constitucional. Actúa como abogado y consultor en Curitiba, en derecho público. 
En febrero, marzo,, abril,, junio de 2015, y enero de 2017 Clève fue recordado por la prensa brasileña cómo uno de los más indicados para un asiento de Ministro en lo Supremo Tribunal Federal de Brasil. 
Clève fue seleccionado para el Premio Jabuti de Literatura en Derecho 2015 por su libro Derechos fundamentales y jurisdicción constitucional.

## Biografía
Hijo de Jeorling Joely Cordeiro Clève y Dirce Doroti Merlin Clève. En 1976 ingresó al curso de Derecho en la Universidad Federal de Paraná, donde se graduó en 1980. Concluyó su maestría en Ciencias Humanas en 1983, por la Universidad Federal de Santa Catarina, con la disertación O Direito e os Direitos: uma introdução à análise do Direito Contemporâneo. 
En 1984, viajó a Bélgica con el objetivo de cursar el posgrado en Derecho Público en la Facultad de Derecho de la Université Catholique de Louvain, volviendo al Brasil en 1985. 
En 1989, inició el curso de doctorado en la Pontifícia Universidad Católica de São Paulo, concluyéndolo a partir de la publicación de su tesis intitulada A atividade legislativa do poder executivo no Estado Contemporâneo e na Constituição de 1988 (1992). En ese mismo año, obtuvo la Cátedra de Derecho Constitucional de la Universidad Federal de Paraná con la tesis A fiscalização abstrata da constitucionalidade no direito brasileiro, tornándose el primer Profesor Titular en esta matéria. Su tesis de cátedra es, hoy, un clásico de la literatura jurídica brasileña.

## Actividad profesional
Fue profesor de Derecho Internacional Público en la UFPR (1986 a 1989); procurador del Estado de Paraná (1986 a 2009), en la cual obtuvo la 1º posición; Consultor Jurídico del Relator-General de la Constituyente Estadual de Paraná (1989); procurador de la República en Paraná (1990 a 1992), en la cual obtuvo la 1º posición nacional; Coordinador (1992 a 1994) y vicedirector (1992 a 1996) del Curso de Derecho de la Universidad Federal de Paraná; y Juez Substituto del Tribunal Regional Electoral de Paraná (1999 a 2000).
Su trayectoria profesional incluye la actuación en diversos casos envolviendo la defensa de los derechos de las minorías, a saber:
- Como procurador de la República, inició acciones civiles públicas, en face de la Unión, Funai, Ibama e Itaipu para proteger la floresta nativa, proporcionar cuidados alimentarios y sanitarios y, por fin, recuperar áreas perdidas por la población Avá guaraní durante el proceso de la colonización del oeste de Paraná, en 1990;[22][23][24]
- En 2003, defendió, con pareceres elaborados para el Instituto de Abogados del Brasil, el establecimiento de políticas de acciones afirmativas que, más adelante, sirvió de base para la redacción de texto titulado “Ações Afirmativas, justiça e igualdade”, publicado en diversas revistas jurídicas (en portugués);
- Clève ha trabajado, en su condición de miembro designado por el Exmo. Sr. Ministro de la Justicia, en la Comisión de Especialistas responsable por la redacción del Anteprojeto de Nueva Ley de Migración (2013-2014)[25]

## Obra (lista parcial, en portugués)
- Governo Democrático e Jurisdição Constitucional], Belo Horizonte, Fórum, 2016 (coautor con Bruno Meneses Lorenzetto). (Gobierno Democrático y Jurisdicción Constitucional)
- Doutrinas Essenciais - Direito Constitucional, 5 v. São Paulo, Revista dos Tribunais, 2015 (organizador) (Doctrinas esenciales - derecho constitucional - nuevos volúmenes)
- Doutrina, Processos e Procedimentos: Direito Constitucional, 2 v. São Paulo, Revista dos Tribunais, 2015 (organizador). (Doctrina, Procesos y Procedimentos: Derecho Constitucional)
- Direitos Fundamentais e Jurisdição Constitucional, São Paulo, Revista dos Tribunais, 2014 (coorganizador, con Alexandre Freire). (Derechos fundamentales y jurisdicción constitucional)
- Direito Constitucional Brasileiro, 3 v. São Paulo, Revista dos Tribunais, 2014 (organizador).(Derecho constitucional brasileño)
- Temas de Direito Constitucional, 2ª ed. Belo Horizonte, Fórum, 2014. (Temas de derecho constitucional)
- Jurisdição e Questões Controvertidas de Direito Constitucional, Curitiba, Juruá, 2013 (organizador). (Jurisdicción y questiones controvertidas de derecho constitucional)
- Soluções Práticas de Direito, São Paulo, Revista dos Tribunais, 2012. (Soluciones práticas de derecho)
- Fidelidade Partidária e Impeachment (Estudo de caso), 2ª ed. Curitiba, Juruá, 2012. (Fidelidad partidaria e impeachment)
- Para uma dogmática constitucional emancipatória, Belo Horizonte, Fórum, 2012. (Para una dogmática constitucional emancipatoria)
- O Direito e os Direitos: elementos para uma crítica do Direito Contemporâneo, 3ª ed. Belo Horizonte, Fórum, 2011. (El derecho y los derechos: elementos para una crítica del derecho contemporáneo)
- Doutrinas Essenciais - Direito Constitucional, 7 v. São Paulo, Revista dos Tribunais, 2011 (co-organizador, con Luís Roberto Barroso). (Doctrinas esenciales - derecho constitucional)
- Constituição, Democracia e Justiça: aportes para um constitucionalismo igualitário, Belo Horizonte, Fórum, 2011 (organizador). (Constituición, Democracia y Justicia: aportes para un constitucionalismo igualitario)
- Atividade Legislativa do Poder Executivo, 3ª ed. São Paulo, Revista dos Tribunais, 2011. (Actividad legislativa del poder ejecutivo)
- Teatro inexperto em duas peças quase distópicas, Curitiba, Artes & Textos, 2011. (Teatro inexperto en dos obras casi distópicas)
- Medidas Provisórias, 3ª ed. São Paulo, Revista dos Tribunais, 2010. (Medidas provisionales)
- Direitos Humanos e Democracia, Río de Janeiro, Forense, 2007 (co-organizador, con Ingo Wolfgang Sarlet e Alexandre Coutinho Pagliarini). (Derechos humanos y democracia)
- A Fiscalização Abstrata de Constitucionalidade no Direito Brasileiro, 2ª ed. São Paulo, Revista dos Tribunais, 2000. (La fiscalización abstracta de la constitucionalidade en el Derecho Brasileño)
- Temas de Direito Constitucional (e de Teoria do Direito), São Paulo, Acadêmica, 1993. (Temas de derecho constitucional (y de teoría del derecho))